# Espondeilhan
 Espondeilhan  es una población y comuna francesa, situada en la región de Languedoc-Rosellón, departamento de Hérault, en el distrito de Béziers y cantón de Servian.

## Demografía
| 180                       | 227 | 228 | 257 | 309 | 277 | 306 | 291 | 296 | 302 | 336 | 344 | 402 | 331 | 328 | 420 | 431 | 476 | 511 | 503 | 517 | 481 | 509 | 502 | 364 | 368 | 316 | 354 | 323 | 356 | 517 | 623 | 831 | 898 |
| (Fuente: Cassini e INSEE) |     |     |     |     |     |     |     |     |     |     |     |     |     |     |     |     |     |     |     |     |     |     |     |     |     |     |     |     |     |     |     |     |     |

## Lugares y monumentos

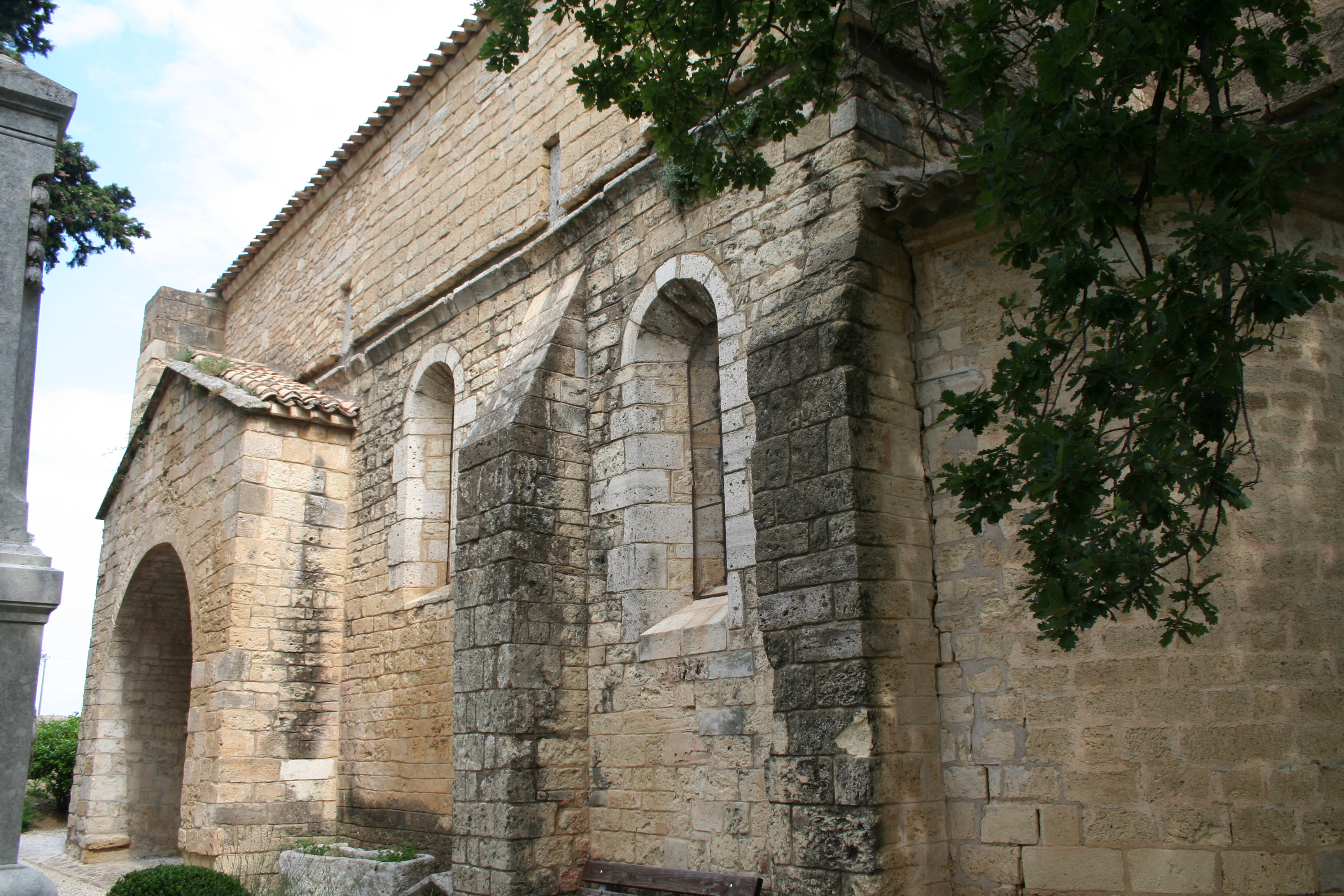
Iglesia de Nuestra Señora de los Pinos

- Iglesia de Nuestra Señora de los Pinos.[1]